# رادوسلاو ازدراوکوف
رادوسلاو ازدراوکوف (بلغاری: Радослав Meтoдиeв Здравков؛ زادهٔ ۳۰ ژوئیهٔ ۱۹۵۶) بازیکن فوتبال اهل بلغارستان است.
از باشگاه‌هایی که در آن بازی کرده‌است می‌توان به باشگاه فوتبال لوکوموتیو صوفیه، باشگاه فوتبال پاسوژ د فریرا، گروه ورزشی شاوش، باشگاه ورزشی براگا، باشگاه فوتبال فلگوئیراس، باشگاه فوتبال لیتکس لووچ، و باشگاه فوتبال زسکا صوفیه اشاره کرد.
وی همچنین در تیم ملی فوتبال بلغارستان بازی کرده‌است.